# Crow Valley Golf Club
De Crow Valley Golf Club is een golfclub in de Verenigde Staten en werd opgericht in 1969. De club bevindt zich in Davenport, Iowa en beschikt over een 18-holes golfbaan met een par van 71. De golfbaan werd ontworpen door de golfbaanarchitect John Cochran.

## Golftoernooien
Voor het golftoernooi is de lengte van de baan ('black-tees') voor de heren 6140 m met een par van 71. De course rating is 73,0 en de slope rating is 133.
- John Deere Classic: 1971-1974